# 増山麗奈
増山 麗奈（ますやま れな、1976年12月25日）は、日本の女性画家、映画監督、ジャーナリスト。芸術家、パフォーマー、作家、反戦・反原発の市民運動家と、様々な肩書を持つ。
2016年の参院選出馬の際の肩書は「映画監督」としていた。
一般社団法人「ユーラシア国際映画祭」代表理事（東京都日野市多摩平2丁目5-1）、「氷河期ネット」代表。映像・アート制作「アースアートファクトリー」代表。雑誌『ロスジェネ』『月刊タイムス』元編集委員。

## 人物
千葉県千葉市出身。東京都日野市在住。1989年、千葉大学教育学部附属小学校卒業。1992年、千葉大学教育学部附属中学校卒業。1995年3月、日本大学習志野高等学校卒業。同年4月、東京芸術大学入学。2002年、東京芸術大学美術学部絵画科油画専攻中退。
アーティストとしては、過激な路上パフォーマンスや、女性性（特に性的な面）を全面に押し出した作品群などで話題を呼ぶ。自伝『桃色ゲリラ』（社会批評社刊）を原作とした、子供時代からの再現ドラマを含めたドキュメンタリー映画『桃色のジャンヌダルク』（鵜飼邦彦監督）を制作。「人前で乳房をさらして行う母乳アートや、セクシャルな女性の肢体を描くネオ春画などで有名」とある。Yahoo!ショッピングに「増山麗奈ショップ」を開き、自作の絵画などの作品をインターネット上で販売している。
挿絵を担当した絵本『幼なじみのバッキー』（月曜社刊、企画・原作・作画指示・編集：澤田サンダー）が第10回岡本太郎現代芸術賞に入選。
増山は「ちんどん屋の玉三郎」こと吉野繁と結婚し長女を出産したが離婚した。その後、戦場・環境ジャーナリストの志葉玲と再婚し、次女で中学生写真家(当時の肩書)として個展を開いたり、毎日小学生新聞に連載している小原玲の弟子のの藍沙を出産したが、2022年6月に離婚した。
2011年の東日本大震災と福島第一原発事故を契機として、ロサンゼルスへ避難しようとカンパを募ったが、結局関西へ自主避難。2015年12月まで兵庫県神戸市北区に在住していた。
2016年の第24回参議院議員通常選挙に東京都選挙区から立候補するため、2015年12月に東京都日野市へ転居。2021年現在、日野市に在住している。
祖父は日本社会党富山県本部書記長などを務めた増山直太郎。自身も2016年の参議院選挙に社会民主党公認で立候補したが、落選した。得票数は93,677票（1.51%）。増山は出馬時、前回の参院選で東京選挙区から初当選した「生活の党と山本太郎となかまたち」の山本太郎の政治活動を評価していた。

## 略歴
- 1976年12月25日 - 千葉県千葉市に生まれる。
- 1995年4月4日 - 東京芸術大学油画科入学。
- 2003年3月8日 - アート集団「桃色ゲリラ」を主宰。20日、イラク戦争を非難する「World Peace Now」集会・デモにグループを率いて参加
- 2003年9月12日 - 東京芸術大学油画科中退。
- 2004年2月14日 - イラクのバグダッドでハニ・デラ・アリと共同制作[25]。
- 2006年5月23日 - 絵本「幼なじみのバッキー」で第10回岡本太郎現代芸術賞入選
- 2010年4月17日 - 自身を題材にしたドキュメンタリー映画『桃色のジャンヌ・ダルク』（鵜飼邦彦監督）公開。
- 2011年3月18日 - 東日本大震災と福島第一原発事故を機に、カンパを募り関西へ避難[26]
- 2015年12月11日 - 社会民主党東京都連合、常任幹事会にて増山を2016年参議院東京都選挙区に「増山れな」として公認で擁立することを決定[2][27][28]。
- 2016年7月10日 - 第24回参議院議員通常選挙に東京都選挙区から社会民主党公認で新人として立候補したが落選[5]。

## 主な作品・出演

### 著作
- 桃色ゲリラ - PEACE&ARTの革命（社会批評社、2006年）
- 幼なじみのバッキー（月曜社刊）増山麗奈絵/澤田サンダー文
- いかす!アート - No Warそしてエロ&エコの麗奈的アートエッセー（白澤社、2010年）
- GIRLY POWER!（鹿砦社、2011年）
- 母親たちの脱被ばく革命（扶桑社・共著）
- げんばくとげんぱつ（子どもの未来社・図書館選定図書）

### 雑誌編集
- 『ロスジェネ』（かもがわ出版）元編集委員[1]
- 『月刊タイムス』元編集委員[1]

### 映画
- 桃色のジャンヌダルク（鵜飼邦彦監督）
- サダコの鶴～地球をつなぐ～（増山麗奈監督、アジア国際映画祭招待作品）
- はじまりの日～ベーシックインカム元年～（増山麗奈監督、ロシア・アムールの秋映画祭 日本シネマデイズ参加作品）

### ラジオ番組
- 増山麗奈のドラゴンジャーナル（多摩レイクサイドFM、レギュラー出演）

## インターネット・SNSにおける言動

### 「プルトニウム米」発言
- 東日本大震災と福島第一原発事故が発生した2011年には、自身のTwitter上で「はっきりいってジジババはもう安楽死むかっていけばいい。でも若者は救おうよ。」「てめえら豚はうすぎたねえプルトニウム米でも喰ってな!」などとツイートしており、2015年に社会民主党公認で参院選出馬が決まった際に過去のツイートが「発掘」され炎上した[2][29]。

### Qアノンへの傾倒
扶桑社が運営するニュースサイト「HARBOR BUSINESS Online」2021年2月3日付にて、増山はQアノンの陰謀論に傾倒していたことを自ら告白。ドナルド・トランプや2020年のアメリカ大統領選、翌年の議事堂襲撃事件などについて「ひょっとして、私は真実ではない情報をSNSなどで積極的に拡散し、暴力を肯定・拡散する側に回っていたのではないだろうか……」と述べた。また増山はその中で「陰謀論はサスペンス映画のように刺激的だった。深夜にネットサーフィンして陰謀論の動画を見ることが習慣化し、楽しみになっていた」「陰謀論を信じて期待していたが、何も起こらなかった。睡眠時間を削って情報を集めていた自分が虚しく詐欺に遭ったような気持ち」とも述べている。なお増山は、自身のこうしたQアノンの陰謀論への傾倒について「やらかした」と表現している。

### 反精神医学的主張
向精神薬、特にベンゾジアゼピン系睡眠薬・抗不安薬や、発達障害の治療に使用されるアトモキセチン（商品名ストラテラ）などについて「薬物依存になる」「投薬が逆に精神疾患を生む事実を隠蔽している」などと主張して、精神科の薬物治療に反対している。しかしそのことについて書いた記事中で、ベンゾジアゼピン系向精神薬とオピオイド系鎮痛薬を混同していたことを指摘され、謝罪して訂正した。

## 政策
- 選択的夫婦別姓制度に「賛成」している[32]。